# NES Classic Edition
NES Classic Edition je herní konzole od společnosti Nintendo a představuje repliku klasického Nintendo Entertainment System (NES). Poprvé byla dostupná pro veřejnost 16. listopadu 2016. Konzole má předem předinstalovaných 30 klasických her z 80. až 90. let a je dodávána s jedním ovladačem. Je menší oproti originálnímu modelu, ale věrně napodobuje vzhled i uživatelský zážitek.

## Hardware
Výstupem je HDMI a kabel je součástí balení. Napájení je pomocí micro-USB a jsou zde dva porty pro ovladače založené na standardu Wii Remote konektoru. Používá čipset Allwinner R16 s mikroprocesorem Cortex A7, grafickým čipem Mali 400 MP2, 256 MB paměti DDR3 a 512 MB flash paměti pro úložiště.

### Wii a NES Classic Edition
K ovladači NES Classic lze připojit Wii bezdrátový ovladač. Poté je možné hrát hry z NES Classic Edition na systému Wii U nebo Wii.

## Software
Systém byl navržen evropskou pobočkou společnosti Nintendo, NERD, a zahrnuje na míru navržený emulátor, běžící na jádře Linuxu. Snímková frekvence je 60 FPS. Jelikož se jedná o open source software, Nintendo zveřejnilo zdrojový kód. V nastavení si může uživatel vybrat mezi různými režimy zobrazení a je zde menu pro ukládání stavu.

## Seznam her
| Hry                                                | Práva vlastní    | Regiony             | Regiony  |
| Hry                                                | Práva vlastní    | Severní Amerika/PAL | Japonsko |
| -------------------------------------------------- | ---------------- | ------------------- | -------- |
| Atlantis no nazo                                   | Sunsoft          | Ne                  | Ano      |
| Balloon Fight                                      | Nintendo         | Ano                 | Ano      |
| Bubble Bobble                                      | Taitó            | Ano                 | Ne       |
| Castlevania                                        | Konami           | Ano                 | Ano      |
| Castlevania II: Simon's Quest                      | Konami           | Ano                 | Ne       |
| Donkey Kong                                        | Nintendo         | Ano                 | Ano      |
| Donkey Kong Jr.                                    | Nintendo         | Ano                 | Ne       |
| Double Dragon II: The Revenge                      | Arc System Works | Ano                 | Ano      |
| Downtown Nekketsu Kōshinkyoku: Soreyuke Daiundōkai | Arc System Works | Ne                  | Ano      |
| Dr. Mario                                          | Nintendo         | Ano                 | Ano      |
| Excitebike                                         | Nintendo         | Ano                 | Ano      |
| Final Fantasy                                      | Square Enix      | Ano                 | Ne       |
| Final Fantasy III                                  | Square Enix      | Ne                  | Ano      |
| Galaga                                             | Bandai Namco     | Ano                 | Ano      |
| Ghosts ’n Goblins                                  | Capcom           | Ano                 | Ano      |
| Gradius                                            | Konami           | Ano                 | Ano      |
| Ice Climber                                        | Nintendo         | Ano                 | Ano      |
| Kid Icarus                                         | Nintendo         | Ano                 | Ne       |
| Kirby's Adventure                                  | Nintendo         | Ano                 | Ano      |
| The Legend of Zelda                                | Nintendo         | Ano                 | Ano      |
| Mario Bros.                                        | Nintendo         | Ano                 | Ano      |
| Mega Man 2                                         | Capcom           | Ano                 | Ano      |
| Metroid                                            | Nintendo         | Ano                 | Ano      |
| NES Open Tournament Golf                           | Nintendo         | Ne                  | Ano      |
| Ninja Gaiden                                       | Koei Tecmo       | Ano                 | Ano      |
| Pac-Man                                            | Bandai Namco     | Ano                 | Ano      |
| Punch-Out!! Featuring Mr. Dream                    | Nintendo         | Ano                 | Ne       |
| River City Ransom                                  | Arc System Works | Ne                  | Ano      |
| Solomon's Key                                      | Koei Tecmo       | Ne                  | Ano      |
| StarTropics                                        | Nintendo         | Ano                 | Ne       |
| Super Contra                                       | Konami           | Ano                 | Ano      |
| Super Mario Bros.                                  | Nintendo         | Ano                 | Ano      |
| Super Mario Bros. 2/USA                            | Nintendo         | Ano                 | Ano      |
| Super Mario Bros. 3                                | Nintendo         | Ano                 | Ano      |
| Tecmo Bowl                                         | Koei Tecmo       | Ano                 | Ne       |
| Cuppari ózumó                                      | Koei Tecmo       | Ne                  | Ano      |
| Yie Ar Kung-Fu                                     | Konami           | Ne                  | Ano      |
| Zelda II: The Adventure of Link                    | Nintendo         | Ano                 | Ano      |

## Prodeje
NES Classic Edition se během pěti měsíců prodalo 2,3 milionů kusů, uvedl Reggie Fils-Amié, prezident společnosti Nintendo of America. Konzole se původně měla prodávat pouze během vánoční sezony, ale kvůli nadměrné poptávce se výroba navýšila, jenže stále nedostatečně. Konzole se prodávala za 59,99 dolarů a byla proslulá svojí nedostupností v obchodech. I přes stále velký zájem, společnost celosvětovou výrobu NES Classic Edition ukončila, jelikož se nejednalo o produkt, který by měl spadat do stálé nabídky Nintenda.